# Papir 66
El Papir 66, també anomenat Còdex de Joan és un còdex gairebé complet de l'Evangeli segons Joan. És part de la col·lecció de Papirs Bodmer.

## Descripció
El manuscrit conté Joan 1:1-6:11, 6:35 b-14: 26, 29-30, 15:2-26, 16:2-4, 6-7, 16:10-20:20, 22 -- 23; 20:25-21:9, 12, 17. Aquest és un dels més antics manuscrits conegut del Nou Testament. Data dels volts de l'any 200 Pertany als textos cristians d'Alexandria, que va desenvolupar la cultura cristiana a finals del segle ii. És pròxim al text del Còdex Sinaiticus.
El Papir 66 no conté el passatge de la dona sorpresa en adulteri (7:53-8:11). Utilitza amb freqüència el nomina sacra.
El manuscrit es conserva a la Biblioteca Bodmer de Cologny, a prop de Ginebra. Es compon de 39 folis (78 fulls i 156 pàgines), amb una mida de 14.2cm x 16/2 cm cada full amb 15-25 línies per pàgina.
Segons estudis recents realitzats per especialistes de papirs. Karyn Berner. i Philip Comfort, Philip Confort, és evident que el Papir 66 és el resultat del treball de tres persones: d'un escriba professional, un principal i un corrector.
La transcripció de la P66 està disponible en el llibre Text dels manuscrits del Nou Testament en grec.